# جون ريبلي فوربس
جون ريبلي فوربس (بالإنجليزية: John Ripley Forbes)‏ هو محافظ على الطبيعة أمريكي، ولد في 25 أغسطس 1913، وتوفي في 26 أغسطس 2006 في ساندي سبرينغز في الولايات المتحدة.